# E.tv
e.tv est la cinquième chaîne de télévision sud-africaine après SABC 1, SABC 2 et SABC 3 de South African Broadcasting Corporation et M-Net (chaîne payante) qui a été lancée en 1998. C'est la première chaîne privée à émettre un signal gratuit.

## Historique
Le 7 juin 2016, à la suite d'une décision gouvernementale imposant 90 % de productions locales aux chaînes de SABC, Disney signe un contrat de diffusion avec la chaîne E.tv pour les films et séries du groupe. 
Le 3 avril 2017, Disney South Africa s'associe à E.tv pour diffuser gratuitement les productions Disney sur une chaîne hertzienne.